# Beatriu d'Aveiro
|  | No s'ha de confondre amb Beatriu de Portugal i d'Aragó. |

Beatriu d'Aveiro o Beatriu de Portugal i de Bragança (1430-1506) fou infanta de Portugal. Era filla de l'infant Joan (quart fill de Joan I i de Felipa de Lancaster) i de la seva esposa Isabel de Barcelos, filla d'Alfons I de Bragança. Era, per tant, tia d'Isabel la Catòlica. Es va casar amb el seu primer-germà, l'infant Ferran, duc de Beja i de Viseu, germà petit d'Alfons V de Portugal, amb qui va tenir nou fills, dels quals cinc arribaren a l'edat adulta:
- Joan (1448-1472), successor del seu pare en el domini patrimonail, sota el nom de Joan I
- Diego (1450-1484), successor del seu germà gran sota el nom de Diego I, fou assassinat
- Eduard
- Dionisi
- Simon
- Elionor  (1458-1525), casada amb el seu cosí el rei Joan II
- Isabel (1459-1521), casada amb el duc Ferran II de Bragança
- Manuel I de Portugal (1469-1521), rei de Portugal amb el nom de Manuel I
- Catalina

Beatriu era, a més, la besneta de Pere I de Portugal, de Nuno Álvares Pereira i de Joan de Gant, duc de Lancaster.
Va tenir un paper actiu en la política dels regnats d'Alfons V, Joan II i Manuel I. Va ajudar a concretar les paus amb Castella trobant-se personalment amb Isabel la Catòlica, esdeveniment que portaria a la signatura del tractat d'Alcaçovas e Terçarias de Moura. Va ser també preponderant en la gestió de l'orde de Santiago actuant com a tutora del seu fill Diego.